# Sangerjärvi
Sangerjärvi är en sjö i Gällivare kommun i Lappland och ingår i Kalixälvens huvudavrinningsområde. Sjön har en area på 0,066 kvadratkilometer och ligger 218 meter över havet.

## Delavrinningsområde
Sangerjärvi ingår i det delavrinningsområde (744505-174928) som SMHI kallar för Ovan 744137-175191. Medelhöjden är 243 meter över havet och ytan är 55,06 kvadratkilometer. Räknas de 144 avrinningsområdena uppströms in blir den ackumulerade arean 1 992,78 kvadratkilometer. Ängesån (Liinajoki) som avvattnar avrinningsområdet har biflödesordning 2, vilket innebär att vattnet flödar genom totalt 2 vattendrag innan det når havet efter 177 kilometer. Avrinningsområdet består mestadels av skog (74 procent) och sankmarker (15 procent). Avrinningsområdet har 0,32 kvadratkilometer vattenytor vilket ger det en sjöprocent på 0,6 procent.